# Siikajärvi (Espoo et Kirkkonummi)
Siikajärvi est un lac aux frontières d'Espoo, Kirkkonummi et Vihti en Finlande,.

## Géographie
Le lac est situé à 26 km au nord-ouest d'Helsinki. 
À Espoo, le lac Siikajärvi est situé dans le quartier de Siikajärvi. 
La partie sud-ouest du lac fait partie de Kirkkonummi.
Plusieurs petits lacs et étangs sont situés autour du lac Siikajärvi, comme les étangs Heinäslampi à l'est et Kolmuslampi au nord. 
Le lac Pitkäjärvi est situé à Nuuksio à un bon kilomètre à l'est de Siikajärvi. 
La route Turunväylä longe la rive sud du lac Siikajärvi. 
Le village de Veikkola est située à trois kilomètres à l'ouest du lac Siikajärvi.